# Alan Soñora
Pour les articles homonymes, voir Sonora (homonymie).
Alan Soñora, né le 3 août 1998 au New Jersey, est un joueur international américain de soccer. Il joue au poste de milieu central au Cerro Porteño. Il possède également la nationalité argentine.

## Biographie
Alan Soñora est né dans l'État du New Jersey, aux États-Unis, où son père Diego Soñora (en) — alors footballeur argentin — jouait avec les MetroStars en Major League Soccer,,. Son frère aîné, Joel Soñora (en), est également footballeur.

### Carrière en club
Alan Soñora commence à jouer au football à l'âge de trois ans. Puis, il intègre l'un des principaux clubs de Buenos Aires — le Boca Juniors — en 2012, suivant les traces de son père. À 19 ans, il n'est pas conservé par le club et le laisse partir libre et rejoint alors l'Independiente,,.
Le 4 juin 2019, il signe son premier contrat professionnel avec l'Independiente — le liant au club jusqu'en juin 2021 — avec une clause libératoire de quinze millions de dollars. Lors de la présaison, il impressionne l'entraîneur de l’équipe première Sebastián Beccacece (es),. Le 26 septembre suivant, il fait sa première apparition avec l'équipe première contre la Defensa y Justicia — en entrant en seconde mi-temps — lors d'une rencontre de la Copa Argentina,. Il dispute son premier match — en Copa Sudamericana — en tant que titulaire, le 13 février 2020, contre Fortaleza. Le 22 février, il participe à son premier match en Primera División — en entrant en seconde mi-temps — face à la Gimnasia y Esgrima La Plata. Il inscrit son premier but avec les Rojos — en Coupe de la Ligue — face à la Defensa y Justicia, le 6 décembre,.
Le 29 avril 2021, il signe un nouveau contrat en faveur des Rojos — qui le lie au club jusqu'en décembre 2022 — portant sa clause libératoire à vingt millions de dollars. Il inscrit son premier doublé en Primera División contre le Colón de Santa Fe, le 28 août,. Après de longues semaines de négociations,, il ne parvient pas à prolonger son contrat avec l'Independiente,. Libre depuis son départ de l'Independiente, plusieurs clubs de Major League Soccer, et de Primera División — comme le San Lorenzo et le Colón de Santa Fe, — s’intéressent à lui.
Le 7 février 2023, libre de tout contrat, il rejoint le FC Juárez qui évolue en Liga MX,. Le même jour, son grand frère — Joel — rejoint également le club mexicain. Ils signent jusqu'à la fin de la saison, avec option pour deux saisons supplémentaires. Le 14 février suivant, il participe à son premier match avec les Bravos en Liga MX en entrant en seconde mi-temps, contre les Tigres UANL. Le 17 juillet, il résilie son contrat d'un commun accord avec son club.
Malgré l'offre du Racing,, il s'engage au Club Atlético Huracán — jusqu'en décembre 2024 — le 8 septembre 2023. Il retrouve son frère Joel au sein d'un deuxième club — lorsqu'il a signé en faveur du Globo en juillet dernier. Le lendemain, il fait sa première apparition avec son nouveau club contre le Racing Club — en entrant en seconde mi-temps — lors d'une rencontre de la Copa Argentina.

### Carrière internationale
Possédant à la fois la nationalité américaine et argentine, Alan Soñora est éligible pour la sélection américaine mais aussi pour l'Argentine, pays dont il possède des origines,,. Il choisit de représenter les États-Unis,,.
Il est appelé pour participer au camp d'entraînement des Yanks, l'équipe américaine sénior, par Anthony Hudson le 18 janvier 2023,,,. Le 25 janvier suivant, il honore sa première sélection en tant que titulaire contre la Serbie, lors d'un match amical,,. Le match se solde par une défaite 1-2 des Américains,. Puis, il est sélectionné pour les deux derniers matchs de la Ligue des nations contre la Grenade et le Salvador,.

## Statistiques

### Statistiques détaillées
| Saison                | Club                  | Championnat           | Championnat | Championnat | Championnat | Coupe nationale | Coupe nationale | Coupe nationale | Coupe de la Ligue | Coupe de la Ligue | Coupe de la Ligue | Compétition(s) continentale(s) | Compétition(s) continentale(s) | Compétition(s) continentale(s) | Compétition(s) continentale(s) | Total | Total | Total |
| Saison                | Club                  | Division              | M.          | B.          | P.d.        | M.              | B.              | P.d.            | M.                | B.                | P.d.              | Comp.                          | M.                             | B.                             | P.d.                           | M.    | B.    | P.d.  |
| 2018-2019             | CA Independiente      | Primera División      | -           | -           | -           | 1               | 0               | 0               | -                 | -                 | -                 | CS                             | 0                              | 0                              | 0                              | 1     | 0     | 0     |
| 2019-2020             | CA Independiente      | Primera División      | 2           | 0           | 0           | 1               | 0               | 0               | 10                | 1                 | 1                 | CS                             | 6                              | 0                              | 0                              | 19    | 1     | 1     |
| 2021                  | CA Independiente      | Primera División      | 17          | 4           | 4           | -               | -               | -               | 4                 | 0                 | 0                 | CS                             | 4                              | 0                              | 0                              | 25    | 4     | 4     |
| 2022                  | CA Independiente      | Primera División      | 21          | 2           | 1           | 2               | 0               | 0               | 13                | 2                 | 1                 | CS                             | 6                              | 2                              | 0                              | 42    | 6     | 2     |
| Sous-total            | Sous-total            | Sous-total            | 40          | 6           | 5           | 4               | 0               | 0               | 27                | 3                 | 2                 | -                              | 16                             | 2                              | 0                              | 87    | 11    | 7     |
| 2022-2023             | FC Juárez             | Liga MX               | 8           | 0           | 1           | -               | -               | -               | -                 | -                 | -                 | -                              | -                              | -                              | -                              | 8     | 0     | 1     |
| 2023                  | CA Huracán            | Primera División      | -           | -           | -           | 2               | 0               | 0               | 10                | 1                 | 2                 | -                              | -                              | -                              | -                              | 12    | 1     | 2     |
| 2024                  | CA Huracán            | Primera División      | 4           | 1           | 0           | 2               | 0               | 0               | 7                 | 0                 | 1                 | -                              | -                              | -                              | -                              | 13    | 1     | 1     |
| Sous-total            | Sous-total            | Sous-total            | 4           | 1           | 0           | 4               | 0               | 0               | 17                | 1                 | 3                 | -                              | -                              | -                              | -                              | 25    | 2     | 3     |
| Total sur la carrière | Total sur la carrière | Total sur la carrière | 52          | 7           | 6           | 8               | 0               | 0               | 44                | 4                 | 5                 | -                              | 16                             | 2                              | 0                              | 120   | 13    | 11    |